# 2012년 하계 올림픽에 관한 논쟁
이 문서는 2012년 하계 올림픽에 관한 논쟁이다.

## 오심 논란
- 7월 29일 남자 유도 66kg급에서 조준호 선수의 승리를 선언했다가 다시 패배로 번복하는 일이 벌어졌다.
  - 에비누마 마사시 선수의 판정패였으나 일본 코치진들의 강력한 이의제기로 점수를 번복하였다.
- 7월 30일 펜싱 여자 개인전 준결승에서의 사건
  - 신아람은 30일 영국 엑셀 런던 사우스 아레나에서 열린 여자 에페 개인전 준결승에서 브리타 하이데만(독일)에 5대 6으로 졌다.
  - 신아람은 연장전 5대 5인 상황에서 종료 1초를 앞두고 이유를 알 수 없이 시계가 작동하지 않아 상대에 찌르기를 허용해 아쉬운 패배를 당했다.
  - 비긴 채 경기를 마쳤다면 경기 시작 전 얻은 어드밴티지로 결승에 오를 수 있었다.
  - 마지막 1초를 남기고 신아람은 세 번의 공격을 막아냈으나 시간은 줄어들지 않았고, 결국 네 번째 공격에서 통한의 공격을 허용하고 말았다.
  - 한국 코치진이 강력하게 항의했으나 30분 가까이 상의를 한 국제펜싱연맹(FIE) 심판진은 끝내 이를 받아들이지 않았다.
  - 심판진에서는 이미 주심의 판단이 끝난 상황이므로 점수 번복이 불가능하다고 말하였다.
  - 이미 심판진에서 주심의 판단이 끝난 상황이었다. 그럼에도 불구하고 심판진에서는 점수를 번복하였다.
- 8월 3일 복싱 남자 웰터급 16강전 경기에서의 사건
  - 인도의 크리샨 비카스가 판정을 거두었으나 5시간만에 미국의 에롤 스펜스이 이겼다고 판정을 번복했다.
- 8월 4일 남자 축구 8강 브라질 대 온두라스전에서의 사건
  - 브라질이 온두라스에게 0-1로 뒤지고 있는 상황에서 네이마르가 시뮬레이션 액션을 시도했다. 하지만 심판은 이를 온두라스의 반칙으로 선언하고 온두라스의 윌머 크리산트를 퇴장시켰다. 그러나 이럼에도불구하고 온두라스는 브라질과 박빙의 경기력을 연출했으나 페널티킥으로 인하여 2-3으로 역전패를 당했다.

## 그 외
- 7월 25일에 열린 조선민주주의인민공화국과 콜롬비아의 여자 축구 조별 예선 경기에서 조선민주주의인민공화국 대표팀 선수를 소개하는 과정에서 전광판에 대한민국의 국기가 등장했다. 이를 문제삼은 조선민주주의인민공화국 선수단이 항의하면서 경기가 1시간 정도 연기되었다.
- 7월 28일 오전 5시(한국 표준시) 개막식에서 인도 선수단이 입장할 때 신원을 알 수 없는 인도 여성이 인도 선수단 옆에서 당당히 행진하는 모습이 생중계로 10초 정도 나왔다. '마드라 나젠드라'라는 이 여성은 인도 남부 방갈로르 출신이며 당시 런던에서 유학 중이었다고 한다. 개막식 행사 요원으로 뽑혀 군무에 참여한 뒤 인도 선수단의 입장 때 대열에 끼어들었다고 한다.
- 수영 남자 자유형 200m 결승에서 박태환과 쑨양은 공동 은메달을 받게 되었다. 공동 수상이기 때문에, 대한민국의 국기와 중화인민공화국의 국기가 평행으로 배치되어야 하는데, 상하배치가 되어 논란이 일었다.